# Colli di Cuneo
De Colli di Cuneo is een aantal passen die liggen tussen de Italiaanse bergdalen Valle Stura, Valle Maira en Valle Grana in de Piëmontese provincie Cuneo. Een aantal ervan is geasfalteerd en een aantal bestaat uit steenslag. Op de top van de Colle Fauniera (Colle dei Morti) staat een groot beeld van de in 2004 overleden wielrenner Marco Pantani. In 1994 maakte hij in de Giro d'Italia op deze pas voor het eerst furore als klimmer.
De passen die samen de Colli di Cuneo vormen zijn:
- Colle di Valcavera 2416 m (aan één zijde geasfalteerd)
- Colle della Bandia 2406 m (steenslag)
- Colle Fauniera (Colle dei Morti) 2481 m (asfalt)
- Colle Esischie 2366 m (asfalt)

Dit deel van de Cottische Alpen is qua natuurschoon rijkelijk bedeeld en staat bekend om zijn grote populatie bergmarmotten en gevarieerde flora. Op de Colle della Bandia staat een groot aantal verlaten militaire gebouwen. Vanaf deze pas loopt de weg nog verder in westelijke richting naar de Colle Margherina (2420 m) en de Passo di Gardetta (2437 m), maar op deze steenslagweg is verkeer (officieel) niet toegestaan. Tijdens de afdaling van de Colle Esischie door de Valle Grana passeert men het belangrijke sanctuarium San Magno.

## Afbeeldingen

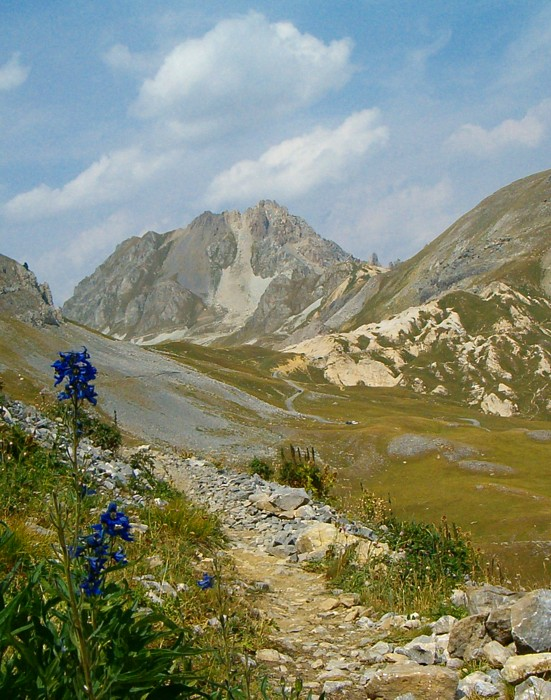
Colle Valcavera
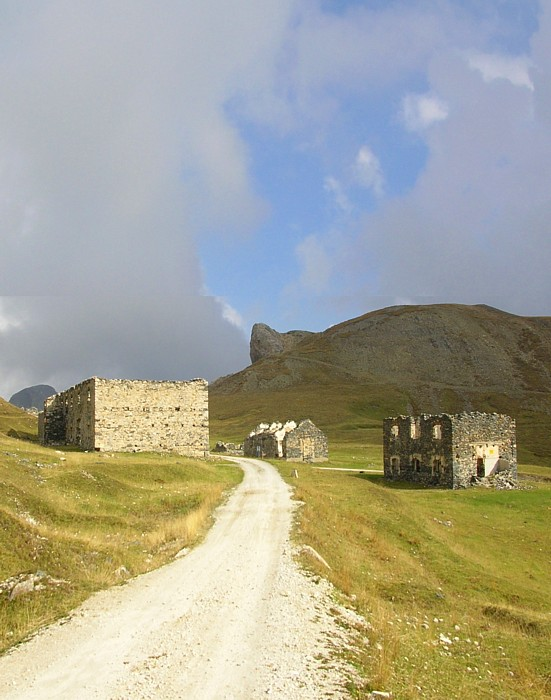
Colle della Bandia
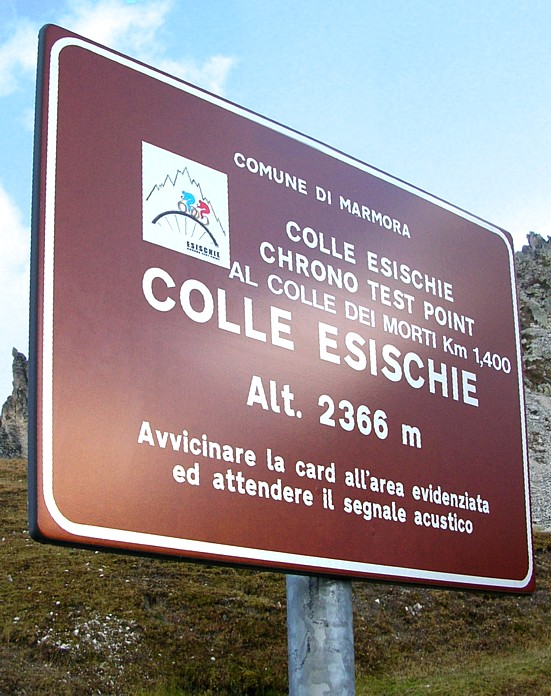
Colle Esischie